# La Rouxière
La Rouxière foi uma comuna francesa na região administrativa da Pays de la Loire, no departamento de Loire-Atlantique. Estendia-se por uma área de 20,96 km². Em 2010 a comuna tinha 1 014 habitantes (densidade: 48,4 hab./km²).
Em 1 de janeiro de 2016, passou a formar parte da comuna de Loireauxence.